# Arismendi (Barinas)
Arismendi é um município da Venezuela localizado no estado de Barinas.
A capital do município é a cidade de Arismendi.